# Красное (Рамонский район)
Красное — хутор в Рамонском районе Воронежской области.
Входит в состав Айдаровского сельского поселения.
На территории размещен животноводческий комплекс и зернохранилище ФГУП имени А.Л. Мазлумова Россельхозакадемии.

## История
Основан хутор в середине 70-х годов 19 века под названием Наумкин /по имени, управляющего/ в связи с увеличением площади земельных угодий в имении Ольденбургских. Хутор находился на пересечении со старым Московско – Тифлисским трактом. На его территории размещалось всё необходимое для посадки и уборки сахарной свеклы, которая перерабатывалась на Рамонском сахарном заводе, заметно повысившего в то время свою производительность и дававшего ощутимый доход. В 1889 году хутор назвали «Новый», а с 1919 года – переименовали в «Красный».

## География

### Улицы
| - ул. Весенняя - ул. Восточная - ул. Дорожная - ул. Парковая - ул. Полевая | - ул. Рабочая - ул. Северная - ул. Строительная - ул. Тополиная - ул. Центральная |

## Население
| 2010 |
| ---- |
| 467  |